# كوهي ياماموتو
كوهي ياماموتو (باليابانية: 山本 孝平) (15 أبريل 1986 في كاناغاوا في اليابان – )؛ هو لاعب كرة قدم ياباني سابق كان يلعب كمهاجم.

## وصلات خارجية
- كوهي ياماموتو على موقع رابطة كرة القدم اليابانية للمحترفين (اليابانية)
- كوهي ياماموتو على موقع Soccerway.com (الإنجليزية)